# Milićevo Selo
Milićevo Selo (Servisch cyrillisch Милићево Село) is een plaats in de Servische gemeente Požega. De plaats telt 694 inwoners (2002).